# Скрипець Микола Якович
Мико́ла Я́кович Скрипе́ць (* 16 квітня 1949, Носівка Чернігівської області), український учитель, письменник.
Член НСПУ з 2000 року.

## Життєпис
Випускник філологічного факультету Київського університету ім. Т. Г. Шевченка.
З 1991 по 2014 працював директором середньої школи № 235 ім. В'ячеслава Чорновола в Києві.
Заснував Всеукраїнський благодійний фонд відродження лицарського виховання молоді ім. Петра Сагайдачного.
Був одружений зі Скрипець Валентиною Григорівною (1950—2021).

## Творчий доробок
Його перу належать книжки:
- «Мій заколиханий рай»,
- «Пам'ять і біль»,
- «Свічка в житі», дитячі збірники:
- «Пташиний ярмарок»,
- «Що за диво дивина»

## Нагороди, відзнаки
- Орден «За заслуги» (Україна) (2008)[1].